# Сурб-Урбат
Армянская церковь Сурб Урбат. входит в список объектов культурного наследия Крыма. Постановление Совета Министров УССР от 06.09.1979 № 442. Дата основания: XIV-XV вв.

## История
В селе Тополевка (бывшие Топти, Топли, Топлу) Белогорского района Автономной республики Крым сохранились остатки двух армянских церквей, которые относятся к XIV веку.
Одна из них — Сурб Урбат (святой Пятницы) находится на юго-восточной окраине села Тополевка. Это древнее сооружение представляет собой интереснейший образец средневекового христианского зодчества в Крыму, и свидетельствует о некогда многочисленном армянском населении этой местности. Этот вывод соответствует свидетельству средневековых армянских источников.
Церковь Сурб Урбат расположена на невысоком холме. Точная дата основания церкви неизвестна, хотя надпись на армянском на западной стене церкви свидетельствует о ее восстановлении в 1702 году: 
Сей божественный прославленный храм, Что есть образ армянского народа, Заново возобновлен с основ Данью милостью крымской земли, Во имя святой девы пятничной Под начальством Акоба — мудрого учителя И надзирательством магдеси Иоаннеса И магдеси Айгина из Кафы, Руками каменщиков Григора и Тонакакна, В наслаждение священника тер Вардана, Дьякона Саргиса в лета 1151 армянского (1702).
Восстановление церкви в 1702 году позволяет ориентировочно отнести дату её основания к XIV—XV вв., то есть до периода, когда армянская колония в Крыму переживала наивысший расцвет. Это предположение подтверждается и тем, что на территории села Тополевка ещё сохранились хачкары (крест-камни) с армянскими надписями XIV—XVI веков, что в свою очередь свидетельствует о наличии многолюдного армянского населения в селе в тот период.
Служба в церкви Сурб Урбат прекратилась в конце XVIII века, после выселения христиан из полуострова. Согласно свидетельству О. В. Суворова из посёлка Топли в 1778 году было выселено 212 армян. В самом начале XIX века село было заселено греками, переселенцами из Малой Азии.

## Современность
Сегодня церковь находится в аварийном состоянии. Сооружение нуждается в неотложной и скорейшей реставрации. В 1999-2000 годах рухнули западные части свода и кровли. На северной стене образовалась глубокая трещина. Трещины различных размеров имеются и на других стенах.